# Echt!
Echt! je česká rocková skupina, založená roku 1988. Její styl je často označován jako pub rock. V roce 1990 přispěla skladbou „Morning Morning“ na kompilaci Sanitka pro Rumunsko, skladba je původně od skupiny The Fugs. V roce 1997 skupina vydala své první studiové album, do roku 2001 následovaly ještě dvě a od té doby skupina již žádné nevydala.

## Diskografie
- Hořký pití (1997)
- Smutný věci (1998)
- Je mi krásně (2001)
- 15 let Live in Akropolis (2003) – koncertní album[2]